# Дубровницько-Неретванська жупанія
Дубро́вницько-Не́ретванська жупа́нія (хорв. Dubrovačko-neretvanska županija) — жупанія на крайньому півдні Хорватії, у південній Далмації. Дістала назву від головного міста південної Далмації Дубровника та найбільшої річки жупанії Неретви.
Територія жупанії здебільшого збігається в межах з історичною областю Паганія.

## Географія
Маючи площу 1782 км², жупанія вузькою смугою простягнулася приморським схилом Динарського нагір'я на 122 км вздовж Адріатичного моря. На півночі Дубровницько-Неретванська жупанія межує зі Сплітсько-Далматинською жупанією, на півдні на короткому відрізку має кордон з чорногорською громадою Херцег-Новий, який є одночасно державним кордоном між Хорватії та Чорногорією. Східні межі жупанії визначає державний кордон Хорватії з Федерацією Боснії та Герцеговини, територія якої на невеликій 9-кілометровій ділянці в районі Неума перериває континентальну частину жупанії. Берегова лінія жупанії значною мірою розчленована на численні бухти, затоки, протоки, півострови (найбільший з яких — Пелєшац) та острови (Корчула, Млєт, Ластово, Сушаць, Локрум, Елафітські острови) Адріатичного моря, завдяки чому її довжина становить 1025 км.
Клімат жупанії — найтепліший у Хорватії, із сухим жарким літом і теплою дощовою зимою.

## Населення
Національний склад населення Дубровницько-Неретванської жупанії за даними перепису 2001 р.:
| нації      | чисельність | відсоток |
| ---------- | ----------- | -------- |
| хорвати    | 114 621     | 93,29%   |
| серби      | 2 409       | 1,96%    |
| боснійці   | 1 760       | 1,43%    |
| чорногорці | 370         | 0,30%    |
| албанці    | 328         | 0,27%    |
| словенці   | 163         | 0,13%    |

## Адміністративний поділ
За даними перепису 2001 р. населення жупанії налічує 122 870 жителів, що становить 2,8 % від загальної кількості населення Хорватії.
В адміністративному відношенні Дубровницько-Неретванська жупанія поділяється на 22 муніципальні утвори (5 міст і 17 громад): 7 — у дельті річки Неретви, 4 — на дубровницькому узбережжі, 4 — на півострові Пелєшаць, 5 — на острові Корчула , 1 — на острові Млет і 1 — на островах Ластово і Сушаць.

### Міста
| місто     | жителів |
| --------- | ------- |
| Дубровник | 43 770  |
| Корчула   | 5 889   |
| Меткович  | 15 384  |
| Опузен    | 3 242   |
| Плоче     | 10 834  |

### Громади
| громада             | жителів |
| ------------------- | ------- |
| Блато               | 3 680   |
| Дубровачко Примор'є | 2 216   |
| Яніна               | 593     |
| Конавле*            | 8 250   |
| Кула Норинська      | 1 926   |
| Ластово             | 835     |
| Лумбарда            | 1 221   |
| Млет                | 1 111   |
| Оребіч              | 4 165   |
| Поєзер'є            | 1 233   |
| Сливно              | 2 078   |
| Смоквиця            | 1 012   |
| Стон                | 2 605   |
| Трпань              | 871     |
| Вела Лука           | 4 380   |
| Зажаблє             | 912     |
| Жупа Дубровацька    | 6 663   |

* Громада Конавле включає декілька маленьких поселень на південь від Дубровника. Населеного пункту під назвою «Конавле» у буквальному значенні слова не існує .

## Історія
Територія сучасної жупанії впродовж історії належала грекам, римлянам, візантійцям, сербам, венеційцям, Дубровницькій республіці, французам, австрійцям. Після Першої світової війни у 1918 році цей край було спочатку приєднано до Королівства сербів, хорватів і словенців (з 1929 року — Королівство Югославія), з 1939 р. територія Дубровницько-Неретванської жупанії увійшла до складу Бановини Хорватія, а 1941 року її було поділено між Незалежною Державою Хорватія та фашистською Італією. З 1945 року стала частиною югославської Соціалістичної Республіки Хорватії, а з 1991 року входить до складу нинішньої незалежної Хорватії.
1 жовтня 1991 року Югославська Народна Армія і четники з Чорногорії та Східної Герцеговини напали на територію нинішньої Дубровницько-Неретванську жупанії, зайнявши більшу її частину. Під час війни в Дубровницько-Неретванській жупанії було спалено і розграбовано 14 194 осель.

## Транспорт
Автомобільне сполучення дубровницької частини жупанії з неретванською раніше було можливе тільки по Адріатичному шосе через боснійське місто Неум, але після завершення в 2021 році будівництва Пелєшацького мосту через Неретванську затоку, вони будуть з'єднані безпосередньо. Зв'язок континентальної частини жупанії з островами здійснюють регулярні поромні рейси і швидкісні пасажирські катамарани, а острів Корчула планують пов'язати з півостровом Пелєшаць мостом або тунелем. Великі морські торговельні порти розташовані в Дубровнику і Плоче. Останній є також кінцевим пунктом боснійської залізниці і його порт за домовленістю використовується Боснією і Герцеговиною. Великий міжнародний аеропорт «Дубровник» знаходиться за 20 км на південний схід від Дубровника.

## Господарство
Найважливішою галуззю економіки та головним джерелом наповнення бюджету Дубровницько-Неретванської жупанії є туризм. Прегарна стара частина міста Дубровник і чисте море приваблюють мільйони туристів. Жупанія в цілому надзвичайно багата на культурно-історичні і природні пам'ятки та рекреаційні ресурси.
Головний сільськогосподарський район жупанії знаходиться у великій родючої дельті Неретви, де вирощують широкий спектр субтропічних плодово-ягідних культур і овочів. На гірських схилах решти жупанії вирощують оливки. У Малостонському каналі поблизу півострова Пелєшац розплоджують устриць і мідій. З галузей промисловості найбільший розвиток дістала харчова, рибальство та переробка місцевої продукції. Важливою галуззю промисловості є також розробка кар'єрів і обробка каменю, здебільшого на Дубровницькій Рів'єрі.

## Визначні місця
Найбільша принада Дубровницько-Неретванської жупанії це оперезане високими і довгими мурами та морем Старе місто Дубровника, яке включено до списку Світової спадщини ЮНЕСКО.
Містечко Стон має найбільші на світі після Великої китайської стіни мури. Тут також є найстаріша солеварня в Європі з XIV століття. Жупанія Дубровник-Неретва має багато корабелень.
Національний парк Млет і природний парк Ластово оголошено державою охоронними територіями.

## Культура
Перший концерт місцевої філармонії відбувся в Дубровнику 13 травня 1925 р. Звідтоді філармонія виступає на літньому фестивалі в Дубровнику. Театр Маріна Држича побудовано в 1864 році. Ансамбль Лінджо було засновано в 1965 році. У Дубровнику діють Морський музей, Музей природничої історії Біологічного інституту, Етнографічний музей та ін.